# 371
Cette page concerne l'année 371  du calendrier julien. Pour l'année 371 av. J.-C., voir 371 av. J.-C. Pour le nombre 371, voir 371 (nombre).
L'année 371 est une année commune qui commence un samedi.

## Événements
- Printemps : les Perses envahissent l'Arménie ; Valens envoie ses généraux Traianus et Vadomarius avec la consigne de rester sur la défensive. Les deux armées se rencontrent à Bagawan, près des sources de l'Arsanias ; un engagement a lieu, durant lequel le sparapet Mouchel Mamikonian se distingue. Les Perses doivent reculer, et après quelques combats cèdent l'Arzanène et la Gordyène acquises en 363[1].
- Juin : Valens, qui a passé l'hiver à Constantinople, est à Cyzique[2].
- 4 juillet : l'ermite Martin est élu évêque de Tours un peu malgré lui[3].
- Juillet : Valens est à Ancyre[2]. Il est occupé durant l'été par la guerre contre les Perses. Une trêve est conclue à la fin de la saison qui laisse les parties en désaccord[1].
- 10 novembre : Valens est à Antioche ; les négociations se poursuivent avec les Perses et un traité de paix est signé pour sept ans[1]. Valens doit faire face à un grave complot (371-372). Le notaire Théodorus est arrêté, condamné pour lèse-majesté et exécuté avec ses nombreux « complices ». Ils avaient consulté une prophétie pour connaitre le nom du prochain empereur dont le nom commencerai par Théod[4].

- Valentinien continue sa politique défensive en Occident en réorganisant l'ensemble du limes de Germanie, sans lancer de campagne[5]. Les villes fortes du Danube, Sirmium au premier plan, contribuent à arrêter une invasion des Quades[6].

## Naissances en 371
- 2 juillet : Valentinien II, empereur romain associé, à la villa de Murocincta, près de Sirmium[7].

## Décès en 371
- 1er août : Eusèbe de Verceil, évêque italien.
- Maxime d'Éphèse, philosophe néoplatonicien.